# Kochsándorit
A kochsándorit a karbonátok csoportjába tartozó ritka ásvány. Első ismert előfordulási helye az egykori mányi barnaszénbánya területe volt. Felfedezője Kövecses-Varga Lajos, tudományos leírói Sajó István és dr. Szakáll Sándor. Nevét a Szegedi Tudományegyetem országosan ismert egykori mineralógusáról, Koch Sándorról kapta.

## Felfedezése és előfordulása
Az addig ismeretlen ásványt 2004-ben Mány külterületén, az eocén program során megnyitott egykori barnaszénbánya meddőhányójánál találta meg Kövecses-Varga Lajos. Amikor az általa küldött mintákról kiderült, hogy egy tudományos szempontból új ásványfajról van szó, 2005-ben elfogadásra nyújtották be a Nemzetközi Ásványtani Szövetséghez (IMA). A felfedezés hivatalos elfogadása után az eredményeket 2007 nyarán egy tekintélyes szaklapban, a kanadai The Canadian Mineralogistban tették közzé.
A felfedezést némileg beárnyékolta, hogy a felhagyott bánya rekultivációja miatt még azon év tavaszán megsemmisült az egyetlen addig ismert természetes lelőhely. A kutatóknak addig az időpontig közel 1000 példányt sikerült összegyűjteniük. Későbbi kutatások során kiderült, hogy a tatabányai szénbányák ún. huszárzsinóros képződményeiben is előfordul kalcittal társulva.

## Jellemzői
A kochsándorit egy víztartalmú kalcium-alumínium-karbonát, képlete CaAl2(CO3)2(OH)4 • H2O. Apró, 0,5-1,5 mm-t elérő fehér tűs-sugaras kristályokból felépülő, selyemfényű, gömbös halmazokként jelenik meg más kőzetek felszínén. Ezek az aggregátumok 2–4 mm átmérőjűek, melyben a kochsándorit léces kristályainak hossza 200-400, míg szélessége 2-10 µm. Társult ásványok: böhmit, kalcit, gibbsit, kaolinit, gipsz és a felsőbányait. A tatabányai széntelepben kimutatható példányok a 20. század első felében gyűjtött mintákról kerültek elő, böhmit-domináns aggregátumokból. Ezekben a kochsándorit léces kristályai 200-600 µm hosszúságúak. Az ásvány a barnakőszén-telep létrejötte után keletkezett, így kora legalább néhány millió évre tehető.